# 117 (عدد)
117 (مائة وسبعة عشر) هو عدد طبيعي يقع ما بين 116 و118.

## في الرياضيات
- العدد 117 عدد مخمسي
- 117 من الأعداد سعيدة

## في المجالات الأخرى
- العدد 117 الرقم الذري لمادة أنون سبتيوم
- العدد 117 رقم هاتف المطافئ في البرتغال
- العدد 117 رقم هاتف الإسعاف في الفليبين
- العدد 117 رقم هاتف الشرطة في سويسرا